# Прибылёв, Александр Васильевич
Алекса́ндр Васи́льевич Прибылёв (1857—1936) — русский революционер, член партии «Народная воля», член партии социалистов-революционеров, бактериолог, общественный деятель.

## Биография
Родился в семье протоиерея единственного городского православного собора Василия Прибылёва и его супруги из польского рода Жолкевских. В семье было семеро детей. Мать умерла рано, и воспитанием младших детей занимались отец и старшая дочь.
После окончания городской гимназии поступил в Ветеринарный институт в Казани. После окончания первого курса института перевёлся в Петровско-Разумовскую (Земледельческую) академию в Москве. По собственному желанию переехал в Санкт-Петербург и в связи с тем, что годичный срок выхода из Казанского ветеринарного института ещё не истёк, был зачислен студентом Медико-хирургической академии по ветеринарному отделению, параллельно с ветеринарией изучал медицину.

Сблизился с народовольцами. В 1880 году вошёл в состав «Народной воли», вел пропаганду среди студентов, собирал средства для партии, участвовал в подготовке покушения на убийство жандарма Г. П. Судейкина.
В 1882 году, будучи студентом 5-го курса Медико-хирургической академии, арестован, был осуждён на Процессе семнадцати, лишён всех прав состояния и сослан на каторжные работы в рудники на 15 лет. Каторгу отбывал вместе с женой, также участницей «Народной воли», осуждённой на Процессе семнадцати Раисой Львовной Прибылёвой (Розалией Львовной Гросман, 1858—1900). Помещён в Нижне-Карийскую тюрьму. Имея хорошую библиотеку, продолжил медицинское образование. Пережил Карийскую трагедию, участвовал в протестах, голодовках. Оказывал узникам медицинскую помощь.
В 1891 году отправлен на поселение в селение Усть-Илинское. Весной 1893 года уехал на Илинские золотые прииски. После расторжения брака с Раисой Львовной Прибылёвой женился на Анне Павловне Корбе.
В 1-й половине 1896 года причислен в медицинское общество Читы. В ноябре 1897 года с женой выехал в Благовещенск, где устроился на работу в «Товарищество Амурского пароходства». Как агент товарищества работал в станице Сретенск Забайкальской области.
В 1904 году получил свидетельство об избрании свободного местожительства за исключением столиц и столичных губерний. В конце августа 1904 года выехал в Екатеринбург, позже в Одессу. В конце 1904 года вступил в партию социалистов-революционеров, стал членом Центрального бюро и представителем центра при областном и местных комитетах партии.
Переехал в Москву. В 1909 году арестован и в административном порядке выслан в Енисейскую губернию на 5 лет. Поселился в Минусинске. Летом 1911 года эмигрировал за границу, где прожил 3 года, получил звание врача-бактериолога.
В 1914 году вернулся в Россию, прибыл в Енисейскую губернию для окончания срока ссылки, поселен в с. Казачинское, затем в Красноярске. В 1916 году вернулся в Европейскую Россию. После нескольких месяцев службы бактериологом в Земском Союзе на Западном фронте, работал в Петрограде в частном бактериологическом институте.
После Февральской революции 1917 года в правительстве А. Ф. Керенского занимал должность директора канцелярии в Министерстве земледелия (министр В. М. Чернов).
После Октябрьской революции поселился в Екатеринбурге, работал заведующим санитарной бактериологической городской лабораторией.
13 августа 1918 года назначен управляющим земледелием и государственными имуществами во Временном областном правительстве Урала от партии эсеров. Переворот адмирала Колчака привёл к ликвидации временного правительства Урала и возвращению Прибылёва к деятельности врача-бактериолога.
Член Общества бывших политкаторжан и ссыльнопоселенцев. С 1925 года возглавлял Ленинградское отделение Политического Красного Креста, пытался активно оказывать помощь лицам, подвергшимся репрессиям.
Ленинградское отделение Политического Красного Креста до своей смерти в 1925 году возглавлял М. В. Новорусский. Затем его возглавил С. П. Швецов, а после его смерти в 1930 году — В. П. Гартман. Активистами Ленинградского отделения ПКК были А. В. Прибылев, Н. Н. Шапошникова, М. Б. Тахчогло. Ленинградское отделение ПКК действовало до 1937 года, когда был арестован и расстрелян В. П. Гартман.
За две недели до смерти, уже будучи тяжелобольным, прикованным к постели стариком, подвергся попытке ареста сотрудниками НКВД. Однако супруга Анна Павловна, тоже бывшая каторжанка, легла на пол у входной двери и сказала тому, кто предъявил ей ордер на арест мужа: «Только через мой труп!» Командир не выдержал, ушёл и увёл конвой.
Умер 30 августа 1936 года в Ленинграде. Похоронен на Литераторских мостках.

## Сочинения
- Записки народовольца. — М.: Изд-во политкаторжан, 1930. — 306 c. Архивная копия от 6 декабря 2016 на Wayback Machine

## Семья
- Раиса Львовна Прибылева (урождённая Розалия Гроссман) — с 1881 до 1893 (официальный брак)
- Анна Павловна Прибылёва-Корба — с 1894 года до смерти Александра Васильевича в августе 1936 года.

Родных детей в обоих браках не было.
Александр Васильевич Прибылёв и Анна Павловна Прибылёва-Корба, находясь в ссылке в Благовещенске в 1897—1901 гг. удочерили девочку Асю, сироту умершей ссыльной, которую воспитывали как родную дочь.

## Адрес в Ленинграде
Ленинград (ныне Санкт-Петербург), площадь Революции (ныне Троицкая площадь), дом 1.